# Bilel Souissi
Bilel Souissi (arabe : بلال السويسي), né le 10 juin 1986, est un footballeur tunisien évoluant au poste de gardien de but avec Al-Nahda.

## Biographie
Bilel Souissi a joué plus de 100 matchs en première division tunisienne.